# John York (Offizier)

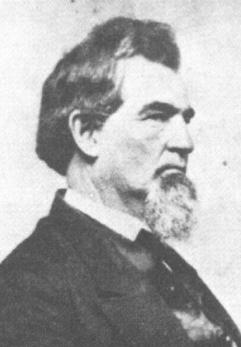
Captain John York
Foto: Indian Wars & Pioneers of Texas

John York (* 4. Juli 1800 in Kentucky, Vereinigte Staaten; † 11. Oktober 1848 im Escondido Creek bei Yorktown, DeWitt County, Texas) war Captain im texanischen Unabhängigkeitskrieg, Politiker und Farmer. Er gründete 1848 die nach ihm benannte Stadt Yorktown.

## Familie
Er war eines von 10 Kindern (2 Brüder, 7 Schwestern) des James York und der NN. Allison. York heiratete Letitia Crain (oder Gain) (* 1804 in Alabama; † 12. Juli 1851 im DeWitt County, Texas).

## Leben
York kam mit seiner Familie schon 1821 nach Texas, wo sie sich in San Felipe (Austin County) in der Gegend des späteren Industry ansiedelten. Schon frühzeitig nahm er an Kämpfen gegen die Indianer teil. Während des texanischen Unabhängigkeitskrieges wurde er von der „Convention of 1835“ (Abgeordnetenversammlung) in San Felipe zum First Lieutenant (Oberleutnant) in der Infanterie der texanischen Armee ernannt.
Nach einigen kleineren Kämpfen, in denen er sich auszeichnen konnte, wurde er zum Captain befördert. Als Kommandeur seiner Einheit kämpfte er in der Schlacht von Bexar am 5.–10. Dezember 1835 gegen 1500 Mexikaner unter General Martín Perfecto de Cos, eine der schwersten und entscheidenden Schlachten im texanischen Unabhängigkeitskrieg. Am 20. Dezember 1835 wurde er Captain in der Kavallerie-Legion unter Lieutenant Colonel (Oberstleutnant) William Travis. Später kämpfte er gegen die Indianer im Gebiet von Mill Creek (Austin County) und im Gebiet des Colorado Rivers.
Anschließend siedelte sich York am Mill Creek als Farmer an. Im Januar 1837 war er Sheriff seines Countys. 1840 wurde er als Besitzer eines Sklaven, 25 Rinder und 20 Arbeitspferde erwähnt. Im März 1844 war er einer von sechs Bevollmächtigten, die im Auftrag des Kongresses der Republik Texas den Sitz des neu geschaffenen DeWitt County festlegen sollten; 1846 wurde er in diesem County zum Commissioner gewählt, in dem er sich gerade mit seiner Familie am Coleto Creek auf einem Areal angesiedelt hatte, das ihm als Dank für seine Kriegsdienste überlassen worden war. Von 1840 bis 1848 war er Besitzer des „Winedale Inn“ (später „Wagner-Haus“) in Round Top im benachbarten Fayette County erwähnt, dessen Innenräume in den 1850er Jahren vom deutschen Maler Rudolph Melchior (1836–1867) ausgeschmückt wurden. Dieses Haus ist noch heute im Museumsdorf „Winedale Historical Center“ zu besichtigen.
York war an der weiteren Besiedlung seines Landes stark interessiert, da er sich dadurch einen Wertzuwachs versprach. Deshalb verkaufte er auch 1848 ein großes Stück Land. Die dort gegründete Siedlung wurde ihm zu Ehren Yorktown genannt. Anfang Oktober desselben Jahres wurde er ausgewählt, mit vierzig seiner Nachbarn, zu denen auch Robert Justus Kleberg (1803–1888) und Albrecht von Roeder (1811–1857) gehörten, in den Kampf gegen raubende und mordende mexikanische Lipan-Indianer zu ziehen, die von Coahuila in Mexiko eingefallen waren. In diesem Kampf fiel York am 11. Oktober gemeinsam mit seinem Schwiegersohn John Madison Bell im Gebiet des Escondido Creek im Kampf, sein Sohn James York wurde verwundet.